# Megtorlás (film, 2023)
A Megtorlás (eredeti címe: Retribution) 2023-ban bemutatott francia–német–spanyol–amerikai akcióthriller, amelyet Chris Salmanpour forgatókönyvéből Antal Nimród rendezett. A mozifilm a 2015-ös spanyol  El desconocido harmadik feldolgozása a német és a koreai változatok után. 
A főbb szerepekben Liam Neeson, Noma Dumezweni, Lilly Aspell, Jack Champion, Embeth Davidtz és Matthew Modine látható.
A Franciaország, Németország, Spanyolország és az Amerikai Egyesült Államok koprodukciójában készült film 2023. augusztus 23-án jelent meg Franciaországban a StudioCanal, augusztus 25-én pedig az Egyesült Államokban a Lionsgate, valamint a Roadside Attractions forgalmazásában. Magyarországon szeptember 7-én jelenítette meg a Prorom Entertainment Kft.

## Cselekmény
Matt Turner barátja és vezérigazgatója, Anders Muller irányítása alatt a Nanite Capital pénzügyi tanácsadójaként dolgozik, és feleségével, Heatherrel, valamint két gyermekével, Emilyvel és Zachkel Berlinben él. Miközben a gyerekeit iskolába viszi, Matt egy ismeretlen számról torz hangon hívást kap, aki azt mondja, hogy egy bomba van az ülése alatt, amely már élesítve volt, amikor Matt ráült. A bombát egyrészt az összes ülésen elhelyezett nyomólemezek, másrészt egy rádiófrekvencia váltja ki. Azzal is fenyegetőzik, hogy felrobbantja a bombát, ha Matt megpróbál segítséget kérni. Matt megtalálja a szerkezetet, és kénytelen követni a robbantó utasításait, hogy életben maradjanak.
A robbantó arra kényszeríti Mattet, hogy végignézze, ahogy Sylvain, az utóbbi ügyfele, aki szintén bombafenyegetést kap, meghal egy robbanásban, amikor Sylvain pánikba esett barátnője megpróbál elmenekülni. A robbantó azt mondja Mattnek, hogy hívja fel Heathert, hogy hozzon ki 50 000 eurót a bankban lévő széfből, és adja át neki. Miután Heather megszerzi, a robbantó megváltoztatja a tervet, és azt mondja neki, hogy adja át a pénzt egy kék öltönyös férfinak. Amikor a nő ezt megteszi, megérkezik a rendőrség, és letartóztatja a férfit.
Miután látja a híreket, amelyekben Mattet gyanúsítják a robbantással, Angela Brickmann, az Europol ügynöke felhívja őt; Matt megpróbálja meggyőzni őt ártatlanságáról, és kéri, hogy zavarják a mobiljeleket, hogy megakadályozzák a távkioldást. A robbantó elárulja, hogy Matt és Anders az ügyfelektől származó 208 millió eurós csúszópénzt Matt "vészhelyzeti fedezeti számláján" helyezték el egy dubaji bankban. Elintézi, hogy Matt egy erőműben találkozzon Andersszel. Odaérve a robbantó arra kényszeríti Mattet, hogy utasítsa Anderst a fedezeti számla felszámolására. Annak ellenére, hogy Anders vonakodva engedelmeskedik, a robbantó megparancsolja Mattnek, hogy az életéért és a gyermekeiért cserébe egy revolverrel ölje meg Anders-t. Amikor Matt megtagadja, a merénylő felrobbantja Anders autóját; a repeszek megsebesítik Emily lábát.
Egy rendőrségi üldözés után Mattet végül körülveszik, és Angela és Heather is megérkezik a helyszínre. Miután rájönnek, hogy a nyomólemez csak Matt ülése alatt található, a tűzszerészek biztonságosan eltávolítják Zachet és Emilyt, akit ezután ellátnak a sérüléseivel. Mattet kihallgatva Angela arra gyanakszik, hogy a robbantásnak köze lehet a rabláshoz. Miután utoljára beszél Heatherrel, Matt elhajt, és elmenekül a rendőrség elől, elhatározva, hogy egyedül találja meg a merénylőt. Matt követeli a robbantótól, hogy személyesen találkozzon vele, ha a pénzt akarja.
Kiderül, hogy a merénylő végig Anders volt. Anders elárulja, hogy Mattet akarta bűnbaknak beállítani a robbantássorozatért, hogy elfedje a kriptószámlájára átutalt 208 millió euró elsikkasztását. Hogy ennek véget vessen, Matt szándékosan összetöri az autóját, aminek következtében az egy híd oldalában kapaszkodik meg. Matt kioldja a biztonsági övét, és a folyóba zuhan, így a bomba működésbe lép és megöli Anders-t. Angela és a rendőrség megérkezik a helyszínre, Angela bólint Mattnek, mielőtt hagyja, hogy szabadon elsétáljon.
A stáblista közepén a híradóban elhangzik, hogy a robbantás az Anders által elkövetett rablás része volt, és Matt együttműködik az Europollal az eset felderítése érdekében.

## Szereplők
| Szerep           | Színész        | Magyar hang             |
| ---------------- | -------------- | ----------------------- |
| Matt Turner      | Liam Neeson    | Csernák János           |
| Angela Brickmann | Noma Dumezweni | Nyakó Júlia             |
| Emily Turner     | Lilly Aspell   | Dolmány-Bogdányi Korina |
| Zach Turner      | Jack Champion  | Kenéz Ágoston           |
| Sylvain          | Arian Moayed   | Simon Kornél            |
| Heather Turner   | Embeth Davidtz | Bertalan Ágnes          |
| Anders Muller    | Matthew Modine | Csankó Zoltán           |

### Magyar változat
- Bemondó: Galambos Péter
- Magyar szöveg: Dittrich-Varga Fruzsina
- Hangmérnök: Schriffert László
- Vágó: Simkóné Varga Erzsébet
- Gyártásvezető: Gelencsér Adrienne
- Szinkronrendező: Majoros Eszter
- Produkciós vezető: Kónya Andrea

A szinkront a Mafilm Audio Kft. készítette el.

## A film készítése
A Megtorlás a StudioCanal és a Studio Babelsberg Motion Pictures amerikai, francia, német és spanyol koprodukciójában készült. A filmet főként a potsdami Babelsberg Stúdióban és Berlin utcáin forgatták, ahol maga a történet is játszódik.
Eredetileg 2017-ben jelentették be, Neeson 2020 novemberében megerősítette, hogy a film főszereplője lesz. 2021 júniusában Modine, Davidtz és Moayed csatlakozott a szereplőgárdához. 2021 júliusában a Deadline Hollywood arról számolt be, hogy Modine befejezte a Németországban forgatott jeleneteit. A filmzenét Harry Gregson-Williams szerezte.

## Bevételi adatok
Az Egyesült Államokban és Kanadában a Megtorlás a Gran Turismo, a The Hill és a Golda mellett került a mozikba. A nyitóhétvégén 1750 moziban 2-3 millió dolláros bevételre számítottak. Az első napon 1,3 millió dollárt hozott, majd 3,3 millió dollárt ért el és ezzel a nyolcadik helyen végzett.

## Fordítás
- Ez a szócikk részben vagy egészben  a   Retribution (2023 film) című angol Wikipédia-szócikk ezen változatának fordításán alapul.  Az eredeti cikk szerkesztőit annak laptörténete sorolja fel. Ez a jelzés csupán a megfogalmazás eredetét és a szerzői jogokat jelzi, nem szolgál a cikkben szereplő információk forrásmegjelöléseként.